# Codice segreto (film 1962)
Codice segreto (Les Ennemis) è un film del 1962 diretto da Édouard Molinaro. La regia per la parte italiana è stata diretta da Ettore Fecchi.